# 埃维语

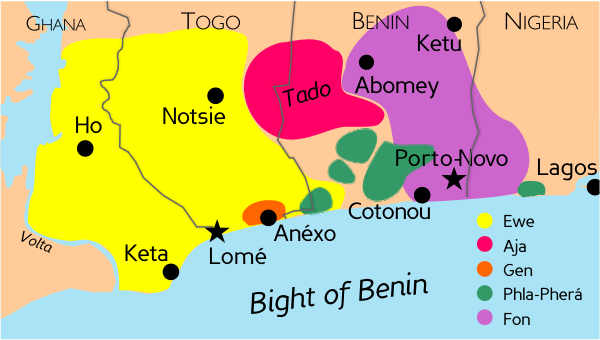
埃維語及其他格貝語支語言在西非的分布圖

埃維語（ 或 ，發音：èβeɡ͡be）是一種通行於迦納、多哥和貝寧的尼日尔-刚果语系格貝語支的語言，其使用者約有六百萬人。其他與埃維語相關、同屬格貝語支的語言有豐語、格恩語、夫拉菲拉語(Phla Phera)和阿扎語等。同時就如其他格貝語支的語言一般，埃維語是種聲調語言，也就是說，對不同的單詞而言，即使彼此間其他部份的發音一樣，只要聲調不同，它的意義就可能會有所不同。
德國的非洲學家迪特里希‧赫爾曼‧偉士特曼(Diedrich Hermann Westermann)出版了許多關於埃維語及其他格貝語支語言的字典和語法等相關的資料。其他曾對埃維語和與之高度相關的語言進行研究的語言學家有 吉爾伯特‧安斯瑞 (Gilbert Ansre，其研究關於聲調、語法等方面的事物)、赫伯特‧斯達爾克(Herbert Stahlke，其研究關於形態學、聲調等方面的事物)、尼克‧克雷蒙茲(Nick Clements，其研究關於聲調、語法等方面的事物)、羅貝托‧帕茲(Roberto Pazzi，其研究關於人類學、詞典學等方面的事物anthropology, lexicography)、菲利克斯‧阿美卡(Felix K. Ameka，其研究關於語義學、認知語言學等方面的事物)、阿蘭‧杜提(Alan Stewart Duthie，其研究關於語義、發音等方面的事物)、洪帕提‧卡波 (Hounkpati B. Capo，其研究關於音系、發音等方面的事物)、以諾‧阿柏(Enoch Aboh，其研究關於語法方面的事物)與克里斯‧柯林斯(Chris Collins ，其研究關於語法方面的事物)等人。

## 歷史
在埃維族的傳統故事裡，其祖先原居於今屬貝寧的一個叫克圖的城鎮，但因受到約魯巴族這個強大族群的擠壓，因而遷徙到現今他們在迦納東南部的居住地。目前認為埃維族先移居至多哥，之後才遷徙至迦納東南部。

## 音系

### 子音
|        |      | 雙唇音 | 唇齒音 | 齒齦音 | 捲舌音 | 硬顎音 | 軟顎音 | 唇軟顎音 | 喉音 |
| ------ | ---- | ------ | ------ | ------ | ------ | ------ | ------ | -------- | ---- |
| 塞音   | 清音 | p      |        | t      |        |        | k      | k͡p       |      |
| 塞音   | 濁音 | m ~ b  |        | d      | n ~ ɖ  | ɲ ~ j  | ŋ ~ ɡ  | ɡ͡b       |      |
| 塞擦音 | 清音 |        |        | t͡s     |        |        |        |          |      |
| 塞擦音 | 濁音 |        |        | d͡z     |        |        |        |          |      |
| 擦音   | 清音 | ɸ      | f͈      | s      |        |        | x      |          |      |
| 擦音   | 濁音 | β      | v͈      | z      |        |        | ɣ ~ w  |          | ʁ/ɦ  |
| 通音   | 通音 |        |        | l ~ l̃  |        |        |        |          |      |

H是個濁擦音，其或為一小舌音[ʁ]、咽音[ʕ]或喉音[ɦ]等。
在埃維語中，[m, n, ɲ, ŋ]等鼻音，因其只出現在鼻化母音前之故，並非獨立的音位。故有人埃維語被認為是種沒有鼻輔音的語言。然而「將/m, n, ɲ, ŋ/等鼻音做為相關發音的基礎形式(underlying form)，並在口母音(oral vowel，在此指非鼻化之母音)前變為非鼻音」的這種看法，是較為簡便的。(見底下母音一節)
[ɣ]在非圓唇母音(非後母音)前方出現；而[w]則在圓唇母音(後母音)前出現。
埃維語是少數將[f]與[ɸ]及[v]與[β]這兩對母音做為具辨義性音位的語言之一。其f和v的發音比其他語言中相對應的發音都還要來得強烈，在IPA中之分別記其音作[f͈]與[v͈]，因此比起「較弱」的[ɸ]與[β]，其發音相對較為顯著。
/l/可出現於輔音叢集中，它在舌尖音後變作[ɾ] (或[ɾ̃])。

### 母音
|          | 前元音 | 後元音 |
| -------- | ------ | ------ |
| 閉元音   | i, ĩ   | u, ũ   |
| 半閉元音 | e, ẽ   | o, õ   |
| 半開元音 | ɛ, ɛ̃   | ɔ, ɔ̃   |
| 開元音   | a, ã   | a, ã   |

上表中，「~」這個標記表示鼻化母音，唯培基方言(Peki dialect)沒有/õ/這個鼻化母音。
埃維語的許多變體沒有半開前母音與半閉前母音的其中之一，另其在迦納的某些變體有/ə/和/ə̃/這兩個額外的母音。
在子音處，埃維語的口輔音與鼻輔音並非相對立的音位。然而埃維語有一個音節性(syllabic)鼻音，此音的發音可能為[m n ŋ]，其確實的發音則以其後的子音而定，同時此音帶有聲調。有些人視之為母音，若然，埃維語的鼻化母音會比口母音(非鼻化的母音)還多，且其母音的其中之一會是一個沒有發音部位的母音，這看起來是相當「奇特」的；若將之視為子音，則埃維語就會有一個不能出現在母音前的鼻音，這一樣很「奇特」，不過若將鼻音做為[b ɖ ɡ]等音的基礎形式的話，那就不會有什麼太過「奇特」的結果出現，且若如是觀之，則這些子音與其他子音唯一的不同處，就在於它是可音節化的鼻音這樣，而這種模式在世界語言中是相當普遍的。

### 聲調
埃維語為聲調語言。故其有時僅以聲調來區別不同涵義的單詞：
- 高聲(High tone)例： tó  (意即「山」)
- 起聲(Rising tone)例： tǒ  (意即「灰泥」)
- 低聲(Low tone)例： tò  (意即「水牛」)

在發音上，埃維語有高、中、低三個水平聲調，以及三個升降調。然而，在埃維語多數的方言中，只有高聲和中聲這兩個水平聲調是具辨義性的。在濁阻礙音(obstruent)後，高聲變作中聲(或起聲)，中聲則變作低聲。中聲在片語或話語結尾中亦變作低聲，就像上例中意為「水牛」的那個字一般。

### 語用
埃維語透過「請」和「謝謝」等片語來公開地表達禮貌的意涵。一個常常被用以向有歐洲血統的人打招呼的、帶有友善意涵的辭彙，其意為「白人」。

## 書寫系統
埃維語以非洲参考字母書寫，此套字母系統類似羅馬拼音與IPA字母的混合。
| A a | B b | D d | Ɖ ɖ   | Dz dz | E e      | Ɛ ɛ | F f   | Ƒ ƒ | G g | Gb gb | Ɣ ɣ |
| --- | --- | --- | ----- | ----- | -------- | --- | ----- | --- | --- | ----- | --- |
| /a/ | /b/ | /d/ | /ɖ/   | /d͡z/  | /e/, /ə/ | /ɛ/ | /f/   | /ɸ/ | /ɡ/ | /ɡ͡b/  | /ɣ/ |
| H h | I i | K k | Kp kp | L l   | M m      | N n | Ny ny | Ŋ ŋ | O o | Ɔ ɔ   | P p |
| /h/ | /i/ | /k/ | /k͡p/  | /l/   | /m/      | /n/ | /ɲ/   | /ŋ/ | /o/ | /ɔ/   | /p/ |
| R r | S s | T t | Ts ts | U u   | V v      | Ʋ ʋ | W w   | X x | Y y | Z z   |     |
| /l/ | /s/ | /t/ | /t͡s/  | /u/   | /v/      | /β/ | /w/   | /x/ | /j/ | /z/   |     |

母音後方的 n 用以表示母音的鼻化。除了需要消歧義的狀況外，聲調符號一般是可不標出的。
第一人稱眾數代詞mí(意即「我們」，其聲調為高聲)，在書寫時其聲調被標明，以與第二人稱眾數mi(意即「你們」)做區別，同時第二人稱單數wò(意即「你」，其聲調為低聲)，在書寫時其聲調被標明，以與第三人稱眾數wó(意即「他們」)做區別，以下即一些範例：
- ekpɔ wò [ɛ́k͡pɔ̀ wɔ̀] — 他看見了你
- ekpɔ wo [ɛ́k͡pɔ̀ wɔ́] — 他看見了他們

## 語法
埃維語的語序為主詞─動詞─受詞，名詞所有格置於其所修飾之名詞前。埃維語的形容詞、數詞、指示詞和子句等，則置於其所修飾之名詞後。除此之外，埃維語的介詞以後置詞，而非前置詞為主。
埃維語具有語內傳遞代詞(logophoric pronoun)，此類代詞可用以表達间接引语中所指稱的陳述、思想等的來源，且此類代詞可消除在其他一些語言中有歧義性的句子，以下為其例：
- Kofi be e-dzo (意即「柯菲(Kofi)說他離去了」，這裡的「他≠柯菲」)
- Kofi be yè-dzo (意即「柯菲(Kofi)說他離去了」，這裡的「他=柯菲」)

在此處，yè這個代詞即語內傳遞代詞。
埃維語亦大量地以連動結構來構造句子。

## 現狀
埃維語乃多哥與迦納之國家語言。

## 腳註
1. ↑  . 民族語 (27th ed., 2024).
2. ↑  . 民族語 (27th ed., 2024).
3. ↑  . 民族語 (27th ed., 2024).
4. ↑   （页面存档备份，存于）, p. 243
5. ↑  Gordon, Raymond G., Jr. (ed.), 2005. Ethnologue: Languages of the World, Fifteenth edition. Dallas, Tex.: SIL International. Online version: http://www.ethnologue.com/ （页面存档备份，存于）
6. ↑  Ameka, Felix K. (1991). Ewe: Its Grammatical Constructions and Illocutionary Devices. Australian National University: Sydney.
7. ↑  Westermann, Diedrich. (1930). A study of the Ewe language. London: Oxford University Press.
8. ↑  Warburton, Irene and Ikpotufe, Prosper and Glover, Roland. (1968). Ewe Basic Course. Indiana University-African Studies Program: Bloomington.

## 相關書籍
- Ansre, Gilbert (1961) The Tonal Structure of Ewe. MA Thesis, Kennedy School of Missions of Hartford Seminary Foundation.
- Ameka, Felix Kofi (2001) 'Ewe'. In Garry and Rubino (eds.), Fact About the World's Languages: An Encyclopedia of the World's Major Languages, Past and Present, 207-213. New York/Dublin: The H.W. Wilson Company.
- Clements, George N. (1975) 'The logophoric pronoun in Ewe: Its role in discourse', Journal of West African Languages 10(2): 141-177
- Collins, Chris. (1993) Topics in Ewe Syntax. Doctoral Dissertation, MIT.
- Capo, Hounkpati B.C. (1991) A Comparative Phonology of Gbe, Publications in African Languages and Linguistics, 14. Berlin/New York: Foris Publications & Garome, Bénin: Labo Gbe (Int).
- Pasch, Helma (1995) Kurzgrammatik des Ewe Köln: Köppe.
- Westermann, Diedrich Hermann (1930) A Study of the Ewe Language London: Oxford University Press.

## 外部連結
- Basic Ewe for foreign students（页面存档备份，存于） Institut für Afrikanistik der Universität zu Köln
- https://web.archive.org/web/20111118234109/http://www.uni-koeln.de/phil-fak/afrikanistik/sprachen/ewe/ Ewe being taught at University of Cologne (Institute for African Studies Cologne)
- Ewe Basic Course by Irene Warburton, Prosper Kpotufe, Roland Glover, and Catherine Felten (textbook in Portable Digital Format and audio files in MP3 format) at Indiana University Bloomington's Center for Language Technology and Instructional Enrichment (CELTIE).
- Ethnologue report for Ewe （页面存档备份，存于）
- The Ewe language（页面存档备份，存于） at Verba Africana
- Ewe alphabet and pronunciation （页面存档备份，存于） page at Omniglot
- Free virtual keyboard for Ewe language at GhanaKeyboards.Com
- Recordings of Ewe being spoken.
- kasahorow Gbe(Ewe) Dictionary （页面存档备份，存于） Online Gbe(Ewe)-English Glossary
- PanAfriL10n page
- Ewe IPA
- Ewe online grammar; in French. Apparently the text of Grammaire ev̳e: aide-mémoire des règles d'orthographe de l'ev̳e by Kofi J. Adzomada, 1980.